# 서울거여초등학교
서울거여초등학교는 대한민국 서울특별시 송파구 오금동에 있는 공립 초등학교이다.

## 학교 연혁
- 1967년 11월 23일 서울거여국민학교 개교(설립인가 9월 15일, 971명, 14학급 편성)
- 1996년 3월 1일 서울거여초등학교로 개칭
- 2000년 3월 27일 축구부 창단
- 2003년 9월 24일 거여 인터넷방송국 및 도서관 개관
- 2008년 4월 1일 학습자료지원센터 개관
- 2009년 3월 30일 실과실 개관
- 2009년 8월 7일 CCTV 설치(송파구청 협조)
- 2010년 2월 19일 제2과학실 신설
- 2010년 4월 5일 돌봄교실 신설
- 2010년 7월 16일 영어전용교실 개관
- 2011년 2월 10일 새롬채 4층 다목적실 완공
- 2011년 11월 30일 음악실 환경개선공사
- 2013년 3월 1일 제15대 박찬숙 교장 부임
- 2014년 2월 14일 제46회 졸업식(130명)(총 23830명)
- 2014년 3월 3일 2014학년도 신입생 입학(77명)
- 2015년 2월 13일 제47회 졸업식(100명)(총 23930명)
- 2015년 8월 7일 개축 교사로 이전
- 2016년 2월 16일 제48회 졸업식(101명)(총 24031명)
- 2016년 6월 28일 거여초등학교 개축식
- 2016년 9월 1일 제16대 강연실 교장 부임
- 2017년 2월 17일 제49회 졸업식(88명)(총 24119명)
- 2017년 3월 1일 서울형 혁신학교 지정
- 2027년 11월 23일 개교 60주년

## 참고 자료
- 서울거여초등학교 - 한국교육학술정보원 학교알리미